# ココロノアイ
ココロノアイ（Kokorono Ai）は、日本の競走馬、繁殖牝馬。主な勝ち鞍は2015年のチューリップ賞(GIII)、2014年のアルテミスステークス(GIII)。

## 現役時代
2013年4月28日に北海道浦河町の酒井牧場で誕生。3代母マックスビューティは1987年の桜花賞、優駿牝馬を制した名牝で、繁殖牝馬として唯一残した後継牝馬が2代母のマックスジョリーである。マックスジョリーは本馬の母ビューティソングのみを残して夭折しており、貴重なファミリーラインとなっている。
本馬は生まれつき脚が曲がっていたため、売却されずに牧場所有の競走馬となる。「ココロノアイ」という馬名を付けたのは調教師の尾関知人で、父ステイゴールドと同じくスティーヴィー・ワンダーの曲名（「心の愛」）に由来する。
2014年7月の新馬戦でデビューし、翌年の毎日杯勝ち馬ミュゼエイリアンの2着となる。2戦目に初勝利を挙げると、3戦目のアルテミスステークスでは暴走気味に進出しながらも1番人気レッツゴードンキの追撃をハナ差抑えて重賞初勝利を挙げた。鞍上の横山典弘は「ホクトベガの酒井牧場の馬で勝てたことは嬉しいです」とコメントした。阪神ジュベナイルフィリーズでも3着に入ったが、ゴール後に制御が効かなくなり逸走してしまった。
3歳時は始動戦のチューリップ賞を制して重賞2勝目を挙げる。しかし、桜花賞では2番人気に推されながら10着に敗れ、優駿牝馬7着（レース後に剥離骨折が判明）、秋華賞14着と大舞台では結果を残せなかった。4歳時は3戦していずれも善戦したが勝利には恵まれず、同年秋の府中牝馬ステークスに向けての調整中に右前脚屈腱炎を発症し、現役引退が決まった。

## 繁殖牝馬時代
引退後は生まれ故郷の酒井牧場で繁殖牝馬となった。2018年4月6日に初仔となる父ロードカナロアの牝馬が誕生した。
2020年11月14日、初仔・ルージュアドラブルが初出走・初勝利を果たした。
|       | 生年   | 馬名               | 性 | 毛色   | 父                         | 馬主                       | 厩舎                                                                           | 戦績                 | 出典   |
| ----- | ------ | ------------------ | -- | ------ | -------------------------- | -------------------------- | ------------------------------------------------------------------------------ | -------------------- | ------ |
| 初仔  | 2018年 | ルージュアドラブル | 牝 | 鹿毛   | ロードカナロア             | （株）東京ホースレーシング | 美浦・国枝栄                                                                   | 9戦1勝（抹消・繁殖） | [ 12 ] |
| 2番仔 | 2019年 | コイニオチテ       | 牡 | 鹿毛   | ロードカナロア             | 野村茂雄                   | 栗東・森秀行 →北海道・田中淳司 →栗東・森秀行 →北海道・田中淳司 →川崎・佐々木仁 | 23戦8勝（現役）      | [ 13 ] |
| 3番仔 | 2020年 | スナイチゴールド   | 牡 | 鹿毛   | デクラレーションオブウォー | （株）ゴールドレーシング   | 美浦・加藤和宏                                                                 | 20戦1勝（抹消）      | [ 14 ] |
| 4番仔 | 2021年 | スズノレイライン   | 牡 | 鹿毛   | レイデオロ                 | 小紫嘉之                   | 栗東・平田修                                                                   | 9戦0勝（現役）       | [ 15 ] |
| 5番仔 | 2022年 | マキシマムドライブ | 牡 | 鹿毛   | ロードカナロア             | 酒井牧場                   | 北海道・田中淳司                                                               | 13戦3勝（現役）      | [ 16 ] |
| 6番仔 | 2023年 | リボンインザスカイ | 牝 | 黒鹿毛 | サートゥルナーリア         | （有）ターフ・スポート     | 栗東・安田翔伍                                                                 | （デビュー前）       | [ 17 ] |
| 6番仔 | 2024年 |                    | 牝 | 鹿毛   | サートゥルナーリア         |                            |                                                                                | （デビュー前）       | [ 18 ] |

- 2025年7月7日現在

## 競走成績
以下の内容は、netkeiba.comの情報に基づく。
| 競走日     | 競馬場 | 競走名         | 格   | 距離（馬場）  | 頭 数 | 枠 番 | 馬 番 | オッズ （人気） | 着順 | タイム （上り3F） | 着差 | 騎手     | 斤量 [kg] | 1着馬（2着馬）         | 馬体重 [kg] |
| ---------- | ------ | -------------- | ---- | ------------- | ----- | ----- | ----- | --------------- | ---- | ----------------- | ---- | -------- | --------- | ---------------------- | ----------- |
| 2014.07.19 | 福島   | 2歳新馬        |      | 芝1800m（稍） | 16    | 3     | 6     | 002.80（1人）   | 02着 | R1:51.9（35.3）   | -0.6 | 戸崎圭太 | 54        | ミュゼエイリアン       | 448         |
| 0000.09.06 | 新潟   | 2歳未勝利      |      | 芝1600m（良） | 18    | 4     | 7     | 001.70（1人）   | 01着 | R1:35.0（33.3）   | -0.4 | 戸崎圭太 | 54        | （ギンザヴィクトリア） | 452         |
| 0000.11.01 | 東京   | アルテミスS    | GIII | 芝1600m（稍） | 17    | 8     | 16    | 015.80（9人）   | 01着 | R1:34.4（34.3）   | -0.0 | 横山典弘 | 54        | （レッツゴードンキ）   | 452         |
| 0000.12.14 | 阪神   | 阪神JF         | GI   | 芝1600m（良） | 18    | 2     | 4     | 006.30（4人）   | 03着 | R1:34.6（34.5）   | -0.2 | 横山典弘 | 54        | ショウナンアデラ       | 450         |
| 2015.03.07 | 阪神   | チューリップ賞 | GIII | 芝1600m（重） | 17    | 7     | 14    | 008.20（5人）   | 01着 | R1:37.7（35.9）   | -0.2 | 横山典弘 | 54        | （アンドリエッテ）     | 460         |
| 0000.04.12 | 阪神   | 桜花賞         | GI   | 芝1600m（良） | 18    | 7     | 15    | 007.60（2人）   | 10着 | R1:37.0（33.7）   | -1.0 | 横山典弘 | 55        | レッツゴードンキ       | 452         |
| 0000.5.24  | 東京   | 優駿牝馬       | GI   | 芝2400m（良） | 17    | 2     | 4     | 008.80（4人）   | 07着 | R2:25.7（34.6）   | -0.7 | 横山典弘 | 55        | ミッキークイーン       | 452         |
| 0000.10.18 | 京都   | 秋華賞         | GI   | 芝2000m（良） | 18    | 1     | 1     | 027.80（6人）   | 14着 | R1:58.0（35.6）   | -1.1 | 横山典弘 | 55        | ミッキークイーン       | 458         |
| 2016.04.09 | 阪神   | 阪神牝馬S      | GII  | 芝1600m（良） | 13    | 2     | 2     | 018.00（6人）   | 05着 | R1:33.6（34.0）   | -0.5 | 武豊     | 54        | スマートレイアー       | 458         |
| 0000.06.12 | 阪神   | マーメイドS    | GIII | 芝2000m（良） | 14    | 1     | 1     | 007.60（5人）   | 03着 | R1:59.4（35.5）   | -0.1 | 横山典弘 | 55        | リラヴァティ           | 470         |
| 0000.07.24 | 福島   | 福島テレビOP   | OP   | 芝1800m（良） | 9     | 5     | 5     | 002.10（1人）   | 02着 | R1:47.5（35.7）   | -0.2 | 横山典弘 | 54        | ウインフルブルーム     | 472         |

## 血統表
| ココロノアイの血統            | ココロノアイの血統                                                               | ココロノアイの血統                                                               | （血統表の出典）                                                                 | （血統表の出典）        |
| 父系                          | サンデーサイレンス系                                                             | サンデーサイレンス系                                                             | サンデーサイレンス系                                                             | [ § 2 ]                 |
| 父 ステイゴールド 1994 黒鹿毛 | 父の父*サンデーサイレンス Sunday Silence 1986 青鹿毛                             | Halo                                                                             | Hail to Reason                                                                   | Hail to Reason          |
| 父 ステイゴールド 1994 黒鹿毛 | 父の父*サンデーサイレンス Sunday Silence 1986 青鹿毛                             | Halo                                                                             | Cosmah                                                                           |                         |
| 父 ステイゴールド 1994 黒鹿毛 | 父の父*サンデーサイレンス Sunday Silence 1986 青鹿毛                             | Wishing Well                                                                     | Understanding                                                                    | Understanding           |
| 父 ステイゴールド 1994 黒鹿毛 | 父の父*サンデーサイレンス Sunday Silence 1986 青鹿毛                             | Wishing Well                                                                     | Mountain Fiower                                                                  |                         |
| 父 ステイゴールド 1994 黒鹿毛 | 父の母ゴールデンサッシュ 1988 栗毛                                               | *ディクタス                                                                      | Sanctus                                                                          | Sanctus                 |
| 父 ステイゴールド 1994 黒鹿毛 | 父の母ゴールデンサッシュ 1988 栗毛                                               | *ディクタス                                                                      | Dronic                                                                           |                         |
| 父 ステイゴールド 1994 黒鹿毛 | 父の母ゴールデンサッシュ 1988 栗毛                                               | ダイナサッシュ                                                                   | *ノーザンテースト                                                                | *ノーザンテースト       |
| 父 ステイゴールド 1994 黒鹿毛 | 父の母ゴールデンサッシュ 1988 栗毛                                               | ダイナサッシュ                                                                   | *ロイヤルサッシュ                                                                |                         |
| 母 ビューティソング 1997 鹿毛 | 母の父*デインヒル Danehill 1986 鹿毛                                             | Danzig                                                                           | Northern Dancer                                                                  | Northern Dancer         |
| 母 ビューティソング 1997 鹿毛 | 母の父*デインヒル Danehill 1986 鹿毛                                             | Danzig                                                                           | Pas de Nom                                                                       |                         |
| 母 ビューティソング 1997 鹿毛 | 母の父*デインヒル Danehill 1986 鹿毛                                             | Razyana                                                                          | His Majesty                                                                      | His Majesty             |
| 母 ビューティソング 1997 鹿毛 | 母の父*デインヒル Danehill 1986 鹿毛                                             | Razyana                                                                          | Spring Adieu                                                                     |                         |
| 母 ビューティソング 1997 鹿毛 | 母の母マックスジョリー 1990 鹿毛                                                 | *リアルシャダイ                                                                  | Roberto                                                                          | Roberto                 |
| 母 ビューティソング 1997 鹿毛 | 母の母マックスジョリー 1990 鹿毛                                                 | *リアルシャダイ                                                                  | Desert Vixen                                                                     |                         |
| 母 ビューティソング 1997 鹿毛 | 母の母マックスジョリー 1990 鹿毛                                                 | マックスビューティ                                                               | *ブレイヴェストローマン                                                          | *ブレイヴェストローマン |
| 母 ビューティソング 1997 鹿毛 | 母の母マックスジョリー 1990 鹿毛                                                 | マックスビューティ                                                               | フジタカレディ                                                                   |                         |
| 母系(F-No.)                   | タイランツクヰーン系(FN:14-f)                                                    | タイランツクヰーン系(FN:14-f)                                                    | タイランツクヰーン系(FN:14-f)                                                    | [ § 3 ]                 |
| 5代内の近親交配               | Hail to Reason 4×5＝9.38%、Northern Dancer 5×4=9.38%、Natalma 5･5（母内）＝6.25% | Hail to Reason 4×5＝9.38%、Northern Dancer 5×4=9.38%、Natalma 5･5（母内）＝6.25% | Hail to Reason 4×5＝9.38%、Northern Dancer 5×4=9.38%、Natalma 5･5（母内）＝6.25% | [ § 4 ]                 |
| 出典                          | 1. 2. 3. 4.                                                                      | 1. 2. 3. 4.                                                                      | 1. 2. 3. 4.                                                                      | 1. 2. 3. 4.             |

### 主な近親
曽祖母のマックスビューティは桜花賞と優駿牝馬（オークス）の2冠馬。
近親のマイネルアラバンサは名古屋記念など地方重賞4勝。